# Deng Linlin
Deng Linlin (n. 21 aprilie 1992, Fuyang⁠(d), Republica Populară Chineză) este o gimnastă artistică ce a reprezentat Republica Populară Chineză, medaliată olimpică. A participat la 2 ediții ale Jocurilor Olimpice (2008, 2012) în care a câștigat două medalii de aur.